# بلوواتس
بلوواتس (به آلمانی: Blowatz) یک شهر در آلمان است که در نوردوست‌مکلنبورگ واقع شده‌است. بلوواتس ۱٬۱۸۶ نفر جمعیت دارد.